# Рибников Олексій Львович
Олексі́й Льво́вич Ри́бников (*17 липня 1945, Москва, РРФСР, СРСР) — радянський і російський композитор. Заслужений діяч мистецтв РРФСР (1989). Народний артист Російської Федерації (1999). Лауреат міжнародних та громадських премій. Член Спілки композиторів (1969), Союзу кінематографістів (1979). Член Ради при Президентові РФ з культури і мистецтва та Комітету з премій Уряду Москви. Президент Національної премії та фестивалю «Музичне серце театру».
Фігурант бази даних центру «Миротворець» (незаконна гастрольна діяльність в окупованому РФ Криму, липень 2019). У 2022 році підтримав військові дії РФ проти України.

## Біографія
Народився у родині митців. Мати була художником-дизайнером, батько — скрипалем, що працював в оркестрі Олександра Цфасмана. Рибников почав пробувати себе як композитора вже в дитинстві: у 8 років написав кілька фортепіанних п'єс, в 11 — балет «Кіт у чоботях».
З 1956 по 1962 роки навчався в Центральній музичній школі при Московській консерваторії. У 1962—1967 вчився в Московській консерваторії за класом композиції А. І. Хачатуряна, яку закінчив з відзнакою 1967 року, а 1969 закінчив аспірантуру по класу цього ж музиканта.
З 1969 по 1975 рік Олексій Рибников викладав в Московській консерваторії на кафедрі композиції.
У 1979 році Олексій Рибников був визнаний Всесоюзним хіт-парадом найпопулярнішим композитором року і нагороджений премією за найкращу музику до кінофільму на Московському міжнародному кінофестивалі. В 1989 році загальний тираж проданих дисків з музикою А. Рибникова перевищив 10 мільйонів екземплярів.
В 1988 році Олексій Рибников заснував Виробничо-творче об'єднання «Сучасна опера» при Спілці композиторів СРСР. В 1992 році тут була представлена публіці музична містерія А. Рибникова «Літургія оголошених».
В 1999 році Постановою Уряду Москви при Комітеті з культури Москви був створений Театр Олексія Рибникова.
З 26 липня 2010 року — член Патріаршої ради з культури (Російська православна церква).
2012 року на виборах в Президенти РФ був довіреною особою чинного прем'єр-міністра Володимира Путіна.
Живе і працює в Москві. Дружина — Тетяна, закінчила МДУ імені М. В. Ломоносова. Дочка — Анна, кінорежисер. Син — Дмитро, композитор, музикант.

## Творчість
Автор музики до численних кінофільмів, мультфільмів, музичних спектаклів. а також камерної і симфонічної музики. 

### Мюзикли
1. «Зірка і Смерть Хоакіна Мур'єти» («Звезда и Смерть Хоакина Мурьеты»), 1975 р., перша постановка на сцені театру Ленком −1976. Відновлено театром Рибникова в 2007 році
2. «Юнона і Авось»: перша прем'єра пройшла в Храмі в Філях і спектакль називався «Авось» (1979), потім перша постановка в театрі в 1982 вже під назвою «Юнона і Авось». Прем'єра оновленої версії відбулася в липні 2009 року у Франції.
3. «Літургія оголошених» («Литургия оглашенных»), 1983—1989. Перша постановка — 1992.
4. «Буратіно», лібрето Софії Троїцької, тексти пісень Юрій Ентін, постановка Театру Олексія Рибникова в березні 2006 року.
5. «Червона шапочка» («Красная Шапочка»), тексти пісень Юлій Кім, тексти інтермедій Олександр Рихлов, постановка Театру Олексія Рибникова в 2007—2008.
6. «Війна і мир» за мотивами однойменного роману Л. Толстого, написан у 2011.

### Фільмографія

#### Кінофільми
1. 1966 — Вершник над містом
2. 1968 — Три дні Віктора Чернишова
3. 1969 — День і все життя
4. 1971 — Острів скарбів
5. 1972 — Без трьох хвилин рівно
6. 1974 — Велика космічна подорож
7. 1974 — Петро Мартинович і роки великого життя
8. 1975 — Приголомшливий Берендеєв
9. 1975 — Коли тремтить земля
10. 1976 — Щоденник Карлоса Еспінол
11. 1976 — Денний поїзд
12. 1977 — Зникнення
13. 1977 — Зворотний зв'язок
14. 1977 — Вусатий нянь
15. 1978 — Іванцов, Петров, Сидоров
16. 1978 — Нові пригоди капітана Врунгеля
17. 1978 — Йшов собака по роялю
18. 1979 — Прийміть телеграму в борг
19. 1979 — Чужа компанія
20. 1980 — Вам і не снилося
21. 1980 — Бажаю успіху
22. 1980 — Нічна пригода
23. 1980 — Політ з космонавтом
24. 1980 — Крізь терни до зірок
25. 1980 — Той самий Мюнхгаузен
26. 1981 — Руки вгору!
27. 1982 — Василь Буслаєв
28. 1982 — Зірка і смерть Хоакіна Мур'єти
29. 1982 — Мати Марія
30. 1982 — Казки… казки… казки старого Арбату
31. 1982 — Терміново... Таємно... Губчека
32. 1983 — Карантин
33. 1983 — Магістраль
34. 1983 — Озирнись
35. 1983 — Серафим Полубєс й інші мешканці Землі
36. 1983 — Казка про Зоряного хлопчика
37. 1984 — Віра, надія, любов
38. 1984 — Нам не дано передбачити…
39. 1984 — Прохіндіада, або Біг на місці
40. 1984 — Шанс
41. 1985 — Ось моє село...
42. 1986 — Гонка століття
43. 1986 — Русь споконвічна (2 серії)
44. 1989 — Утамуй мої печалі
45. 1991 — Цар Іван Грозний (інша назва — Князь Срібний)
46. 1992 — Виховання жорстокості у жінок і собак
47. 1992 — Тільки не йди…
48. 1993 — Велика княгиня Єлисавета
49. 1993 — Кодекс безчестя
50. 1993 — Вирок
51. 1993 — Я винен
52. 2000 — Я винен — 2
53. 2002 — Зірка
54. 2003 — Життя одне
55. 2003 — Ефект ірису (Вигнанець)
56. 2004 — Апокриф: Музыка для Петра и Павла
57. 2006 — Заєць над безоднею
58. 2006 — Вовкодав з роду Сірих Псів
59. 2006 — Андерсен. Життя без любові
60. 2007 — Будинок на Англійській набережній
61. 2007 — Батько
62. 2007 — 1612 (Хроніки смутного часу)
63. 2008 — Пасажирка
64. 2009 — Поп

#### Телефільми та короткометражні фільми
1. 1966 — Лелька (к/м, в кіноальманаху «Пробудження»)
2. 1974 — Єралаш
3. 1975 — Пригоди Буратіно (2 серії)
4. 1976 — Мушкетери 4 «А»
5. 1976 — Еквілібрист
6. 1976 — Про Червону Шапочку. Продовження старої казки (2 серії)
7. 1979 — Діалог
8. 1979 — Осіння історія (2 серії)
9. 1979 — Той самий Мюнхгаузен (2 серії)
10. 1979 — Уявний хворий
11. 1980 — Шлях до медалей
12. 1983 — Казка про Зоряного хлопчика
13. 1983 — Юнона і Авось
14. 1985 — Дороги Анни Фірлінг (4 серії)
15. 1986 — Де народяться «Жигулі»
16. 1989 — Чорний принц Аджуба
17. 1989 — Ядерне століття (War and Peace in the Nuclear Age) (11 серій)
18. 1990 — Ми (5 серій)
19. 1993 — Розкол (9 серій)
20. 2000 — Діти з безодні (США) (1 серія з 5)
21. 2001 — Леді Бомж (Леді Бос) (10 серій)
22. 2001 — З новим щастям — 2 (8 серій)
23. 2002 — Леді Мер (16 серій)
24. 2003 — Спас під березами (12 серій)
25. 2003 — Північний сфінкс
26. 2004 — Самара — містечко (4 серії)
27. 2004 — Слова і музика
28. 2005 — Справа про мертві душі (8 серій)
29. 2008 — Брати Карамазови

## Звання і нагороди
- Заслужений діяч мистецтв РРФСР (1989)
- Народний артист Російської Федерації (1999)
- Лауреат Державної премії РФ (2002)
- Кавалер Почесного золотого Знаку «Суспільне визнання» (2005)
- Кавалер ордена Святого Благовірного князя Данила Московського (2005 р.)
- Кавалер ордена Дружби (2006)
- Лауреат Російської незалежної премії заохочення вищих досягнень літератури і мистецтва «Тріумф» (2007)
- Кавалер ордена Дягілєва (2007)
- Володар Міжнародної Громадської Премії в галузі меценатства і благодійництва «Добрий Ангел Миру» (2007)
- Орден Пошани (2010)
- Лауреат національних премій «Ніка», «Золотий Овен», «Золотий орел», «Кінотавр» в галузі кінематографії
- Кавалер ордена Орла